# آجی ویلسون
آجی ویلسون (انگلیسی: Ajeé Wilson؛ زادهٔ ۸ مهٔ ۱۹۹۴) دونده اهل ایالات متحده آمریکا است.
وی در مسابقات کشوری و بین‌المللی در مجموع برندهٔ ۳ مدال طلا، ۲ مدال نقره و ۲ مدال برنز شده‌است.